# هیستری (فیلم ۲۰۱۱)
هیستری (انگلیسی: Hysteria) فیلمی در ژانر درام تاریخی و کمدی رمانتیک به کارگردانی تانیا وکسلر است که در سال ۲۰۱۱ منتشر شد. هیو دنسی، مگی جیلنهال، فلیسیتی جونز، جاناتان پرایس و روپرت اورت از بازیگران فیلم هستند. داستان فیلم در دوره ویکتوریا روایت می‌شود و نشان می‌دهد که چگونه مدیریت پزشکی هیستری منجر به خلق لرزاننده شد.

## بازیگران
- مگی جیلنهال در نقش شارلوت دارلیمپل
- هیو دنسی در نقش جوزف مورتیمر گرانویل
- فلیسیتی جونز در نقش امیلی دارلیمپل
- روپرت اورت در نقش لرد ادموند سنت جان اسمیت
- جاناتان پرایس در نقش دکتر رابرت دارلیمپل
- اشلی جنسن در نقش فنی
- شریدان اسمیت در نقش مالی
- جما جونز در نقش لیدی سنت جان اسمیت
- جورجی گلن در نقش خانم پارسونز